# Carsten Jacobsen
Carsten Tank Jacobsen, född 10 december 1833 i Drammen, Norge, död 2 december 1905 i Sundsvall, var en svensk grosshandlare och riksdagsledamot.
Jacobsen var verksam som grosshandlare i Sundsvall och var disponentdirektör för Tunadals aktiebolag. Han var ledamot i centralstyrelsen för aktiebolaget Sundsvalls handelsbank och ordförande i styrelsen för Sundsvalls bogseringsaktiebolag. Han var ledamot av riksdagens andra kammare 1891–1893, invald i Sköns tingslags valkrets.